# San Bernardino (Grisons)
Pour les articles homonymes, voir San Bernardino.
San Bernardino est une localité située dans la commune de Mesocco dans le canton des Grisons en Suisse.

Vue aérienne (1953)